# جامعة يشيفا
جامعة يشيفا (بالإنجليزية: Yeshiva University، وبالعبرية: ישיבה יוניברסיטי) هي جامعة بحثية خاصة في مدينة نيويورك الأمريكية. تأسست سنة 1886، ومن أبرز مدارسها كلية طب ألبرت أينشتاين ومدرسة بنجامين كاردوزو للقانون.

## من مشاهير الخريجين
- باروخ جولدشتاين (1956 ـ 1994)، مرتكب مذبحة الحرم الإبراهيمي سنة 1994.[4]
- هيليل فورشتنبرغ، عالم رياضيات أمريكي-إسرائيلي.

## وصلات خارجية
- الموقع الرسمي للجامعة (بالإنجليزية)